# Страница безумия
«Страница безумия» (яп. 狂った一頁, Kurutta ippêji; англ. A Page of Madness) — авангардный немой фильм, снятый в 1926 году японским кинорежиссёром Тэйносукэ Кинугасой. Фильм находится в общественном достоянии.

## Сюжет
Действие фильма происходит в психиатрической больнице. Пожилой человек, бывший моряк, устраивается сторожем в больницу, чтобы быть поближе к своей душевнобольной супруге, которая попала в клинику после попытки утопить их дочь. Однажды дочь появляется в этом богоугодном заведении, чтобы рассказать матери о своей помолвке — это создаёт ряд сюжетных линий и воспоминаний, которые повествуют об истории семьи.

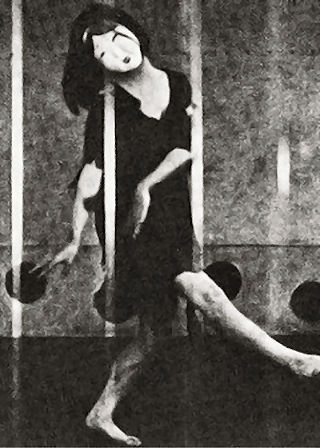

## В ролях
- Масуо Иноуэ — сторож
- Аяко Иидзима — дочь сторожа
- Ёсиэ Накагава — жена сторожа
- Хироси Немото — молодой парень
- Мисао Сэки — доктор
- Минору Такасэ — один из сумасшедших
- Эйко Минами — танцующая
- Кёскэ Такамацу — один из сумасшедших
- Тэцу Цубои — один из сумасшедших
- Синтаро Такигути — мальчик

## О фильме
Все фильмокопии фильма были утеряны во время бомбёжек Второй мировой войны. Кинолента считалась утраченной в течение 45 лет, пока в 1971 году не была обнаружена единственная копия, сохранённая режиссёром на собственном складе. При восстановлении этой фильмокопии, Кинугаса удалил большое количество интертитров, которых было и так мало изначально и некоторые из более традиционных сцен, дабы сделать фильм более авангардным, чем это было изначально в оригинальной версии.
Фильм является продуктом группы художников-авангардистов, известной как «Синканкаку-ха» («Школа нового восприятия»), которая пыталась выйти за пределы натуралистического представления.
Ясунари Кавабата, который будет удостоен Нобелевской премии по литературе в 1968 году, был указан в титрах фильма как автор оригинальной истории. Имя Кавабаты часто упоминают как единственного сценариста фильма, также как и версия сценария вошла в его собрание сочинений, однако в настоящее время принято считать, что сценарий является плодом содружества коллектива авторов: Кавабаты, Кинугасы, Банкё Савады и Минору Инудзуки.
Съёмки фильма проходили в течение месяца. Поскольку режиссёр и продюсер киноленты Тэйносукэ Кинугаса не мог позволить себе оплатить жильё для своих актёров, то они спали прямо в съёмочном павильоне вповалку, либо наиболее состоятельные оплачивали себе гостиницу сами. Также из-за финансовых проблем, звёздам фильма (а некоторые из них — довольно громкие имена тех лет) приходилось помогать на съёмочной площадке при выполнении любых вспомогательных работ: возить тележку или создавать реквизит…
В те времена в Японии большинством кинотеатров демонстрировалась только отечественная кинопродукция, иностранные фильмы показывались малым количеством кинотеатров, так как основной зрительской массе более близки и понятны были свои сюжеты. Поскольку этот фильм довольно сильно отличался от тогдашней стандартной продукции японской кинематографии, то «Страницу безумия» пришлось показывать только в том малом количестве кинотеатров, где демонстрировались иностранные киноленты. И хотя он пользовался некоторым успехом, всё же факт ограниченного проката не дал ощутимых кассовых сборов.
Поскольку переделанный Кинугасой вариант, который мы смотрим сегодня, лишился большого количества интертитров, его стало сложнее смотреть современной киноаудитории. Показы в кинотеатрах Японии в 1920-х годах сопровождались пересказом событий комментаторами у экрана в зрительном зале, или бэнси, а также музыкальным сопровождением. На существующих сегодня DVD саундтрек полностью переделан современным композитором электронной музыки Сатору Оно.
Изменённый умопомрачительный шедевр Тэйносукэ Кинугаса считался потерянным в течение 40 лет, пока режиссёр не нашёл копию в своих запасниках. Экспрессионистский стиль фильма ещё более удивителен, так как в Японии не было традиций подобного, и Кинугаса, когда снимал фильм, даже не видел «Кабинет доктора Калигари». Тем не менее, ритмичный пульс графики и полуабстрактных представлений безумия делает фильм удивительным и увлекательным.